# Sielsowiet Pałykawiczy
Sielsowiet Pałykawiczy (biał. Палыкавіцкі сельсавет, ros. Полыковичский сельсовет) – sielsowiet na Białorusi, w obwodzie mohylewskim, w rejonie mohylewskim, z siedzibą w Pałykawiczach. Od wschodu i południa graniczy z Mohylewem.
Według spisu z 2009 sielsowiet Pałykawiczy zamieszkiwało 3992 osób, w tym 3707 Białorusinów (92,86%), 202 Rosjan (5,06%), 48 Ukraińców (1,20%), 8 Polaków (0,20%), 8 Ormian (0,20%), 4 Kurdów (0,10%), 9 osób innych narodowości i 6 osób, które nie podały żadnej narodowości.

## Miejscowości
- agromiasteczko:
  - Pałykawiczy
- wsie:
  - Biarozauka
  - Kalinawaja
  - Kamintern
  - Krasnapolle 2
  - Kupioły
  - Mikałajeuka 1
  - Mikałajeuka 2
  - Mikałajeuka 3
  - Paławinny Łoh
  - Pałykawiczy 2
- osiedla:
  - Dniepr
  - Pałykawickija Chutary
  - Sieńkawa